# Iridóforo
Célula de pigmento derivada de la cresta neural de algunos animales.  La célula contiene placas planas que reflejan la luz, generalmente de guanina, en pilas llamadas plaquetas reflectantes o iridisomas.  Estás células producen un color plateado, dorado o iridiscente.
Los iridóforos, también llamados iridocitos o células reflejantes, son un tipo de cromatóforos presentes en varios moluscos, peces y reptiles. En algunos casos los iridióforos pueden tener proteínas iridiscentes como las reflectinas. 
Cuando estás estructuras de la piel se iluminan, generan colores iridiscentes debido a la difracción de la luz dentro de las placas apiladas(?). La orientación cromática determina la naturaleza del color observado. 
Se han realizado investigaciones sobre el mecanismo de este tipo de coloración en moluscos cefalópodos y en peces como el pez cebra.
En el pez cebra sus características franjas alternas de azul y amarillo son producidas por estas células reflectoras de luz que se diferencian y proliferan en función de su microambiente